# 袁保林
袁保林（?—?），南朝宋前废帝刘子业的妃嫔。位號保林。

## 父
袁僧惠，官至宜都郡太守，或出自陈郡袁氏家族。

## 生平
大明五年（461年），太子刘子业的太子妃何令婉过世，太子后宫设置良娣、保林两种位号，宋孝武帝刘骏为太子选择羊瞻之女为良娣，袁僧惠之女为保林。刘子业即位后，册封舅公路道庆之女为皇后，以姑母刘英媚为贵嫔，袁保林和羊良娣不见记载。